# Солодов, Евгений Петрович
Евгений Петрович Солодов (р. 29.10.1946) — российский учёный, доктор физико-математических наук, профессор, старший научный сотрудник Новосибирского государственного университета.

## Биография
Окончил Новосибирский государственный университет.
Работает в Институте ядерной физики им. Г. И. Будкера СО РАН, в настоящее время — профессор, главный научных сотрудник. Специализация — физика атомного ядра и элементарных частиц.
Кандидатская диссертация: «Изучение адронных реакций при энергиях встречных электрон-позитронных пучков 2E = 1.09-1.35 ГэВ с помощью Криогенного Магнитного Детектора», 01.04.16. — Новосибирск, 1984. — 113 с. : ил.
Докторская диссертация: «Редкие процессы в распадах Φ-мезона», 01.04.16. — Новосибирск, 1999. — 112 с. : ил.

## Публикации
- Калибровка энергии пучков коллайдера ВЭПП-2М на пике ø-мезона / А. С. Зайцев, К. Ю. Михайлов, Е. П. Солодов. — Новосибирск : Ин-т ядер. физики им. Г. И. Будкера СО РАН, 2003 (Ротапринт ИЯФ им. Г. И. Будкера СО РАН). — 23 с. : ил., табл.; 20 см. — (Научно-исследовательское учреждение Институт ядерной физики им. Г. И. Будкера СО РАН (ИЯФ); 2003-39).; ISBN (В обл.)

## Награды
Лауреат премии Scopus Awards.